# 加爾特拉河
46°48′17″N 7°10′8″E / 46.80472°N 7.16889°E

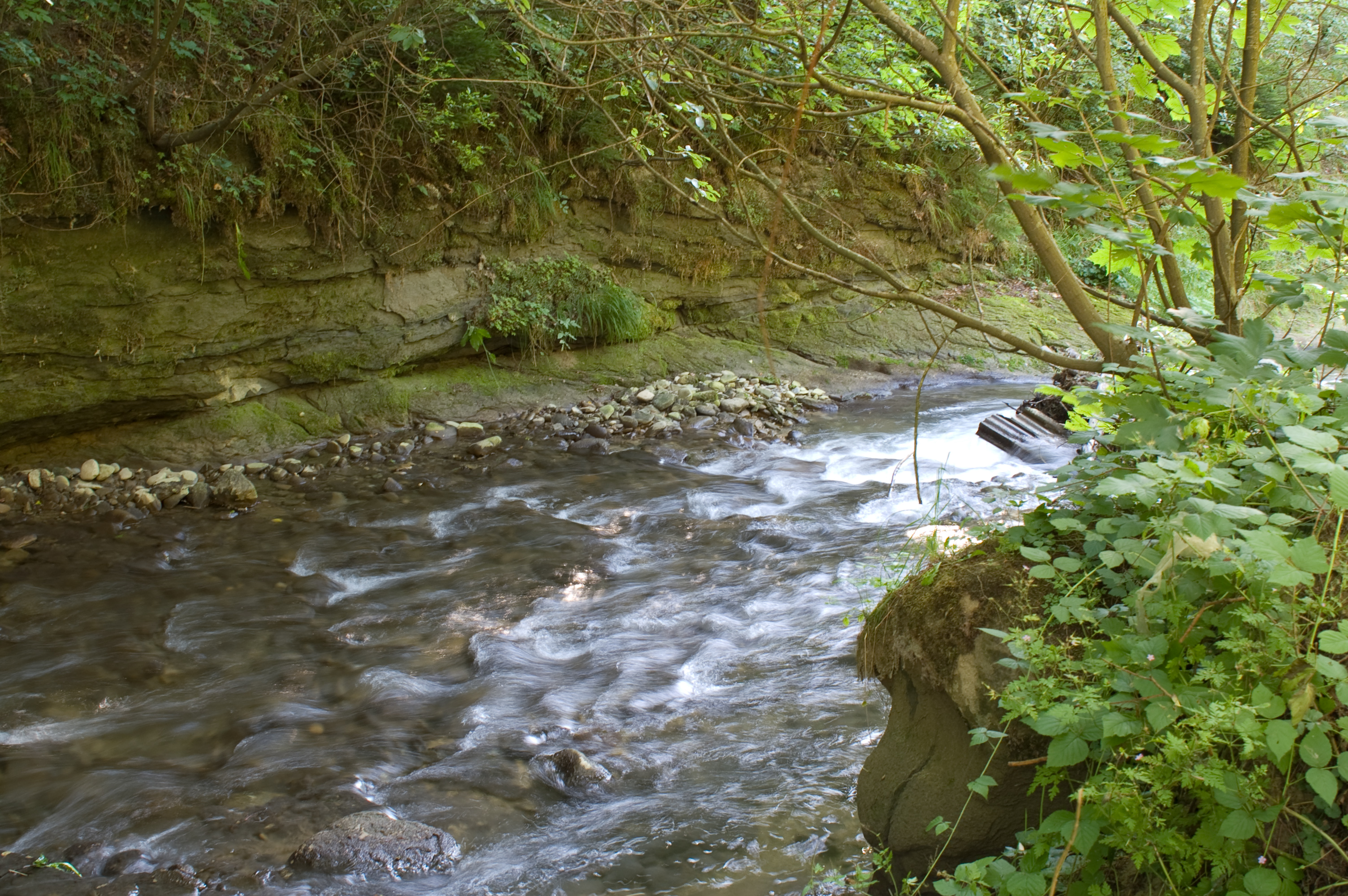

加爾特拉河是瑞士的河流，位於該國西部，流經弗里堡州，屬於薩訥河的右支流，處於瑞士高原，河道全長17公里，發源自上施羅特附近。